# ناحیه سامیت، شهرستان افینگهام، ایلینوی
ناحیه سامیت، شهرستان افینگهام، ایلینوی (به انگلیسی: Summit Township) یک منطقهٔ مسکونی در ایالات متحده آمریکا است که در شهرستان افینگهام، ایلینوی واقع شده‌است. ناحیه سامیت ۳٬۵۸۴ نفر جمعیت دارد و ۱۸۵ متر بالاتر از سطح دریا واقع شده‌است.